# Погожела
Погожела (пољ. Pogorzela) град је у Пољској у Војводству великопољском. По подацима из 2012. године број становника у месту је био 2050.

## Становништво
| 2012. |
| ----- |
| 2.050 |

## Партнерски градови
- Званични веб-сајт